# Rodelen op de Olympische Winterspelen 2010
Rodelen is een van de sporten die beoefend werden tijdens de Olympische Winterspelen 2010 in Vancouver. Het rodelen stond voor de dertiende keer op het olympische programma, in 1964 was de eerste olympische competitie. De wedstrijden vonden plaats op de bobslee-, rodel- en skeletonbaan van het Whistler Sliding Centre.
Net als op de Spelen van 2002 en 2006 had het IOC het maximale aantal deelnemers bij het rodelen vastgesteld op 110 deelnemers. 40 konden er bij de mannen, 30 bij de vrouwen en 2 × 20 bij de dubbels deelnemen.

## Overlijden Nodar Koemaritasjvili
Vlak voor de officiële opening van de Olympische Winterspelen in het BC Place Stadium verongelukte de Georgische rodelaar Nodar Koemaritasjvili tijdens een training in Whistler Sliding Centre. De Georgiër vloog met meer dan 140 kilometer per uur uit de bocht en botste tegen een pilaar. Reanimatie mocht niet meer baten en Koemaritasjvili overleed kort erna.

## Programma
|               | 13 februari       | 14 februari        | 15 februari       | 16 februari        | 17 februari        |
| ------------- | ----------------- | ------------------ | ----------------- | ------------------ | ------------------ |
| Mannen enkel  | run1 en 2 (17.00) | run 3 en 4 (15.00) |                   |                    |                    |
| Vrouwen enkel |                   |                    | run1 en 2 (17.00) | run 3 en 4 (15.00) |                    |
| Dubbels       |                   |                    |                   |                    | run 1 en 2 (17.00) |

## Medailles
Bij de mannen werd de Duitser Felix Loch de nieuwe olympisch kampioen en zijn landgenoot David Möller flankeerde hem op het erepodium op plaats twee. Beide mannen stonden voor het eerst op het olympisch erepodium. De Italiaan Armin Zöggeler nam er voor de vijfde opeenvolgende keer plaats op. In 1994 werd hij derde, in 1998 stond hij één plaatsje hoger en in 2002 en 2006 was hij de olympisch kampioen. Deze editie bezette hij de derde plaats. Slechts twee olympiërs stonden voor Zöggeler vijfmaal op het erepodium op één en hetzelfde onderdeel. De Duitser en eveneens rodelaar Georg Hackl was de eerste en bereikte dit op de Spelen van 1988-2002 (2-1-1-1-2). De schaatsster Claudia Pechstein, ook uit Duitsland, bereikte dit op de Spelen van 1992-2006 (3-1-1-1-2).
Bij de vrouwen werd de Duitse Tatjana Hüfner olympisch kampioen, in 2006 stond ze op plaats drie. Voor de Oostenrijkse Nina Reithmayer op plaats twee en de Duitse Natalie Geisenberger op plaats drie was het hun eerste olympische medaille.
In de dubbels prolongeerde de Oostenrijkse broers Andreas Linger / Wolfgang Linger hun olympische titel. De olympische kampioenen van 2002 in de dubbels, Patric Leitner / Alexander Resch, stonden deze editie op plaats drie. Voor het duo op plaats twee, de broers Andris Sics / Juris Sics, was het hun eerste olympische medaille. Het was na de bronzen medaille van eveneens rodelaar Mārtiņš Rubenis in 2006 de tweede medaille voor Letland bij de Winterspelen.
| Onderdeel     | Goud                           | Goud | Zilver                 | Zilver | Brons                          | Brons |
| ------------- | ------------------------------ | ---- | ---------------------- | ------ | ------------------------------ | ----- |
| Mannen enkel  | Felix Loch                     | GER  | David Möller           | GER    | Armin Zöggeler                 | ITA   |
| Vrouwen enkel | Tatjana Hüfner                 | GER  | Nina Reithmayer        | AUT    | Natalie Geisenberger           | GER   |
| Dubbels       | Andreas Linger Wolfgang Linger | AUT  | Andris Sics Juris Sics | LAT    | Patric Leitner Alexander Resch | GER   |

## Uitslagen

### Mannen enkel
| #      | Olympiër          | Land | Totaal   | Run 1     | Run 2  | Run 3  | Run 4  |
| ------ | ----------------- | ---- | -------- | --------- | ------ | ------ | ------ |
| Goud   | Felix Loch        | GER  | 3.13,085 | 48,168 BR | 48,402 | 48,344 | 48,171 |
| Zilver | David Möller      | GER  | 3.13,764 | 48,341    | 48,511 | 48,582 | 48,330 |
| Brons  | Armin Zöggeler    | ITA  | 3.14,375 | 48,473    | 48,529 | 48,914 | 48,459 |
| 4      | Albert Demtsjenko | RUS  | 3.14,405 | 48,590    | 48,579 | 48,769 | 48,467 |
| 5      | Andi Langenhan    | GER  | 3.14,629 | 48,629    | 48,658 | 48,868 | 48,473 |
| 6      | Daniel Pfister    | AUT  | 3.14,726 | 48,583    | 48,707 | 48,883 | 48,553 |
| 7      | Samuel Edney      | CAN  | 3.14,840 | 48,754    | 48,793 | 48,920 | 48,373 |
| 8      | Tony Benshoof     | USA  | 3.15,128 | 48,657    | 48,747 | 49,010 | 48,714 |
| 9      | Wolfgang Kindl    | AUT  | 3.15,215 | 48,707    | 48,755 | 49,080 | 48,673 |
| 10     | Manuel Pfister    | AUT  | 3.15,269 | 48,677    | 48,835 | 49,064 | 48,693 |
| 11     | Mārtiņš Rubenis   | LAT  | 3.15,668 | 48,818    | 48,831 | 49,210 | 48,809 |
| 12     | Viktor Kneib      | RUS  | 3.15,732 | 48,899    | 48,862 | 49,224 | 48,747 |
| 13     | Chris Mazdzer     | USA  | 3.15,813 | 48,811    | 48,963 | 49,223 | 48,816 |
| 14     | Jeff Christie     | CAN  | 3.15,823 | 48,881    | 48,904 | 49,308 | 48,730 |
| 15     | Bengt Walden      | USA  | 3.15,984 | 49,002    | 48,865 | 49,323 | 48,794 |
| 16     | Adam Rosen        | GBR  | 3.16,016 | 48,896    | 49,005 | 49,259 | 48,856 |
| 17     | David Mair        | ITA  | 3.16,199 | 48,976    | 48,989 | 49,387 | 48,845 |
| 18     | Inars Kivlenieks  | LAT  | 3.16,204 | 48,960    | 49,065 | 49,259 | 48,920 |
| 19     | Stepan Fjodorov   | RUS  | 3.16,217 | 49,214    | 48,859 | 49,123 | 49,021 |
| 20     | Ian Cockerline    | CAN  | 3.16,243 | 49,033    | 49,132 | 49,297 | 48,781 |
| 21     | Reinhold Rainer   | ITA  | 3.16,334 | 48,846    | 49,065 | 49,416 | 49,007 |
| 22     | Thomas Girod      | FRA  | 3.16,850 | 49,077    | 49,192 | 49,424 | 49,157 |
| 23     | Maciej Kurowski   | POL  | 3.17,027 | 49,427    | 49,200 | 49,361 | 49,039 |
| 24     | Jozef Ninis       | SVK  | 3.17,114 | 49,196    | 49,153 | 49,643 | 49,122 |
| 25     | Ondřej Hyman      | CZE  | 3.17,389 | 49,284    | 49,346 | 49,512 | 49,247 |
| 26     | Guntis Rekis      | LAT  | 3.17,447 | 49,275    | 49,625 | 49,476 | 49,071 |
| 27     | Domen Pociecha    | SLO  | 3.17,746 | 49,340    | 49,457 | 49,587 | 49,362 |
| 28     | Jakub Hyman       | CZE  | 3.17,801 | 49,379    | 49,726 | 49,465 | 49,231 |
| 29     | Shiva Keshavan    | IND  | 3.18,473 | 49,561    | 49,529 | 49,597 | 49,786 |
| 30     | Takahisa Oguchi   | JPN  | 3.19,043 | 49,542    | 49,780 | 49,818 | 49,903 |
| 31     | Valentin Cretu    | ROU  | 3.19,475 | 49,726    | 50,224 | 49,931 | 49,594 |
| 32     | Stefan Höhener    | SUI  | 3.20,838 | 48,728    | 53,838 | 49,559 | 48,713 |
| 33     | Bogdan Macovei    | MDA  | 3.21,354 | 50,425    | 50,175 | 50,423 | 50,331 |
| 34     | Ma Chih-hung      | TPE  | 3.22,362 | 50,318    | 50,460 | 51,090 | 50,494 |
| 35     | Peter Iliev       | BUL  | 3.22,398 | 50,348    | 50,701 | 50,921 | 50,428 |
| 36     | Lee Yong          | KOR  | 3.23,296 | 50,549    | 50,607 | 51,012 | 51,128 |
| 37     | Ivan Papukchiev   | BUL  | 3.23,332 | 50,932    | 50,909 | 51,105 | 50,386 |
| 38     | Ruben Gonzalez    | ARG  | 3.28,305 | 52,540    | 52,155 | 52,298 | 51,312 |
| -      | Levan Gureshidze  | GEO  | DNS      | 99,999    | 99,999 | 99,999 | 99,999 |

 DNS = niet gestart 

### Vrouwen enkel
| #      | Olympiër             | Land | Totaal   | Run 1     | Run 2     | Run 3  | Run 4  |
| ------ | -------------------- | ---- | -------- | --------- | --------- | ------ | ------ |
| Goud   | Tatjana Hüfner       | GER  | 2.46,524 | 41,760    | 41,481 BR | 41,666 | 41,617 |
| Zilver | Nina Reithmayer      | AUT  | 2.47,014 | 41,728 BR | 41,563    | 41,884 | 41,839 |
| Brons  | Natalie Geisenberger | GER  | 2.47,101 | 41,743    | 41,657    | 41,800 | 41,901 |
| 4      | Tatjana Ivanova      | RUS  | 2.47,181 | 41,816    | 41,601    | 41,914 | 41,850 |
| 5      | Anke Wischnewski     | GER  | 2.47,253 | 41,785    | 41,685    | 41,894 | 41,889 |
| 6      | Alexandra Rodionova  | RUS  | 2.47,456 | 41,828    | 41,731    | 41,984 | 41,913 |
| 7      | Martina Kocher       | SUI  | 2.47,575 | 42,005    | 41,697    | 41,976 | 41,897 |
| 8      | Ewelina Staszulonek  | POL  | 2.47,621 | 41,975    | 41,816    | 41,948 | 41,882 |
| 9      | Maija Tīruma         | LAT  | 2.47,654 | 41,773    | 41,933    | 42,012 | 41,936 |
| 10     | Natalia Khoreva      | RUS  | 2.47,984 | 41,932    | 41,785    | 42,175 | 42,092 |
| 11     | Natalya Yakuchenko   | UKR  | 2.48,086 | 42,119    | 41,809    | 42,132 | 42,026 |
| 12     | Veronika Halder      | AUT  | 2.48,117 | 42,015    | 41,881    | 42,078 | 42,143 |
| 13     | Anna Orlova          | LAT  | 2.48,305 | 41,998    | 41,947    | 42,260 | 42,100 |
| 14     | Veronika Sabolová    | SVK  | 2.48,542 | 41,999    | 41,925    | 42,563 | 42,055 |
| 15     | Regan Lauscher       | CAN  | 2.49,021 | 42,368    | 42,289    | 42,211 | 42,153 |
| 16     | Erin Hamlin          | USA  | 2.49,108 | 41,835    | 42,219    | 42,792 | 42,262 |
| 17     | Julia Clukey         | USA  | 2.49,360 | 42,059    | 42,075    | 42,472 | 42,754 |
| 18     | Alex Gough           | CAN  | 2.49,391 | 42,275    | 42,411    | 42,346 | 42,359 |
| 19     | Liliya Ludan         | UKR  | 2.49,455 | 42,312    | 42,302    | 42,477 | 42,364 |
| 20     | Sandra Gasparini     | ITA  | 2.50,002 | 42,339    | 42,161    | 42,881 | 42,621 |
| 21     | Raluca Strămăturaru  | ROU  | 2.50,072 | 42,475    | 42,198    | 42,815 | 42,584 |
| 22     | Megan Sweeney        | USA  | 2.50,215 | 42,450    | 42,690    | 42,625 | 42,450 |
| 23     | Hannah Campbell-Pegg | AUS  | 2.50,222 | 42,527    | 42,570    | 42,606 | 42,519 |
| 24     | Agnese Koklaca       | LAT  | 2.50,388 | 42,627    | 42,334    | 43,091 | 42,336 |
| 25     | Meaghan Simister     | CAN  | 2.50,470 | 42,524    | 42,497    | 42,787 | 42,662 |
| 26     | Madoka Harada        | JPN  | 2.50,480 | 42,608    | 42,112    | 42,572 | 43,188 |
| 27     | Jana Šišajová        | SVK  | 2.55,099 | 42,297    | 42,172    | 42,529 | 48,101 |
| -      | Mihaela Chiras       | ROU  | 7.77,777 | 43,494    | DNF       | 77,777 | 77,777 |
| -      | Aya Yasuda           | JPN  | 8.88,888 | DSQ       | 88,888    | 88,888 | 88,888 |
| -      | Violeta Strămăturaru | ROU  | DNS      | 99,999    | 99,999    | 99,999 | 99,999 |

DNF = niet gefinisht, DNS = niet gestart, DSQ = gediskwalificeerd

### Dubbels
| #      | Olympiër                                    | Land | Totaal   | Run 1     | Run 2  |
| ------ | ------------------------------------------- | ---- | -------- | --------- | ------ |
| Goud   | Andreas Linger / Wolfgang Linger            | AUT  | 1.22,705 | 41,332 BR | 41,373 |
| Zilver | Andris Sics / Juris Sics                    | LAT  | 1.22,969 | 41,420    | 41,549 |
| Brons  | Patric Leitner / Alexander Resch            | GER  | 1.23,040 | 41,566    | 41,474 |
| 4      | Christian Oberstolz / Patrick Gruber        | ITA  | 1.23,112 | 41,527    | 41,585 |
| 5      | André Florschütz / Torsten Wustlich         | GER  | 1.23,190 | 41,545    | 41,645 |
| 6      | Christian Niccum / Dan Joye                 | USA  | 1.23,291 | 41,602    | 41,689 |
| 7      | Chris Moffat / Mike Moffat                  | CAN  | 1.23,398 | 41,675    | 41,723 |
| 8      | Tobias Schiegl / Markus Schiegl             | AUT  | 1.23,528 | 41,727    | 41,801 |
| 9      | Gerhard Plankensteiner / Oswald Haselrieder | ITA  | 1.23,649 | 41,789    | 41,860 |
| 10     | Vladislav Joezjakov / Vladimir Makhnutin    | RUS  | 1.23,746 | 41,798    | 41,948 |
| 11     | Jan Harnis / Branislav Regec                | SVK  | 1.23,942 | 42,018    | 41,924 |
| 12     | Oskars Gudramovics / Peteris Kalnins        | LAT  | 1.23,995 | 41,982    | 42,013 |
| 13     | Mark Grimmette / Brian Martin               | USA  | 1.24,005 | 41,821    | 42,184 |
| 14     | Mikhail Kuzmich / Stanislav Mikheev         | RUS  | 1.24,155 | 42,174    | 41,981 |
| 15     | Tristan Walker / Justin Snith               | CAN  | 1.24,220 | 42,100    | 42,120 |
| 16     | Andriy Kis / Yuriy Hayduk                   | UKR  | 1.24,355 | 42,219    | 42,136 |
| 17     | Cosmin Chetroiu / Ionut Taran               | ROU  | 1.24,631 | 42,360    | 42,271 |
| 18     | Luboš Jíra / Matěj Kvíčala                  | CZE  | 1.24,663 | 42,204    | 42,459 |
| 19     | Taras Senkiv / Roman Zaharkiv               | UKR  | 1.25,362 | 42,767    | 42,595 |
| 20     | Paul Ifrim / Andrei Anghel                  | ROU  | 1.35,473 | 43,007    | 42,466 |

## Medailleklassement
| Plaats | Land       | NOC    | Goud | Zilver | Brons | Totaal |
| ------ | ---------- | ------ | ---- | ------ | ----- | ------ |
| 1      | Duitsland  | GER    | 2    | 1      | 2     | 5      |
| 2      | Oostenrijk | AUT    | 1    | 1      | 0     | 2      |
| 3      | Letland    | LAT    | 0    | 0      | 1     | 1      |
| 4      | Italië     | ITA    | 0    | 0      | 1     | 1      |
| Totaal | Totaal     | Totaal | 3    | 3      | 3     | 9      |

Innsbruck 1964 · 
Grenoble 1968 · 
Sapporo 1972 · 
Innsbruck 1976 · 
Lake Placid 1980 · 
Sarajevo 1984 · 
Calgary 1988 · 
Albertville 1992 · 
Lillehammer 1994 · 
Nagano 1998 · 
Salt Lake City 2002 · 
Turijn 2006 · 
Vancouver 2010 · 
Sotsji 2014 · 
Pyeongchang 2018 · 
Peking 2022 
Lijst van olympische medaillewinnaars
Alpineskiën · Biatlon · Bobsleeën · Curling · Freestyleskiën · Kunstrijden · Langlaufen · Noordse combinatie · Rodelen · Schaatsen · Schansspringen · Shorttrack · Skeleton · Snowboarden · IJshockey